# Bobby Kohlrausch

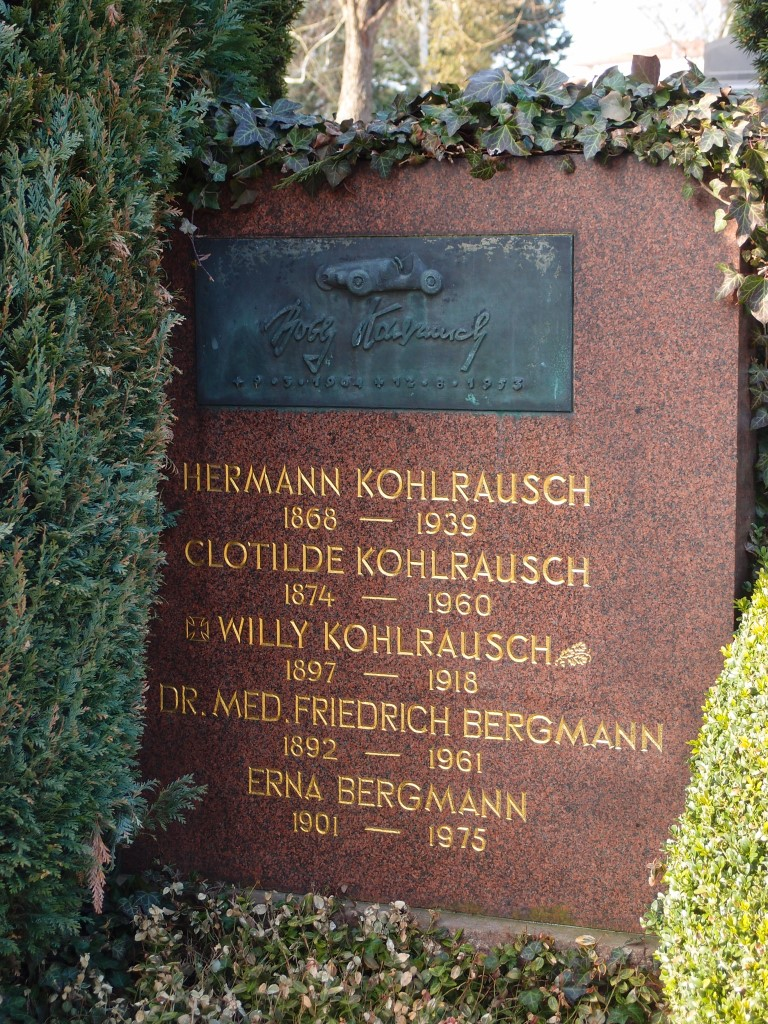
Grab von „Bobby“ Kohlrausch auf dem Hauptfriedhof in Eisenach

Robert „Bobby“ Kohlrausch (* 9. März 1904 in Eisenach; † 12. August 1953) war ein deutscher Rennfahrer.

## Leben und Ausbildung
Bobby Kohlrausch machte bei den Eisenacher Dixi-Werken eine Lehre als Schlosser und studierte anschließend in Ilmenau Maschinenbau und Elektrotechnik. Sein Vater schenkte ihm Anfang 1930 einen BMW 3/15 DA 3 Wartburg, um die Ambitionen seines Sohnes als Motorradrennfahrer zu beenden, der dann in München ein Studium der Betriebswirtschaft aufnahm.
Seit den 1930er Jahren war er mit Annemarie Kohlrausch verheiratet. Zum 21. Juni 1933 trat er in die SS ein (SS-Nummer 209.008) und wurde regelmäßig befördert, bis er zum 10. September 1939 den Rang eines SS-Sturmbannführers erreichte.
Bobby Kohlrausch starb am 12. August 1953 bei der Vorbereitung zum Großen Bergpreis an der Schauinsland-Strecke an einem Herzinfarkt. Er fand seine letzte Ruhestätte auf dem Hauptfriedhof seiner Heimatstadt Eisenach, wo sein Grab erhalten ist.

## Rennfahrerkarriere
Kohlrausch startete seine Laufbahn als Autorennfahrer beim Kesselbergrennen am 15. Juni 1930 auf der Strecke zwischen Kochel- und Walchensee mit seinem privaten BMW 3/15 DA 3 Wartburg – mit einem neuen Klassenrekord gewann er das populäre Rennen.
Am 20. Juli 1930 erreichte der Neuling bei seinem ersten Eifelrennen auf dem Nürburgring den zweiten Platz in der Sportwagenklasse bis 750 ccm.
Kohlrausch erreichte in diesem und den folgenden Jahren 27 erste und 8 zweite Plätze auf dem Wartburg.
1931 erhielt er Unterstützung von BMW mit einem neuen Wartburg, der mit einem OHV-Versuchsmotor ausgestattet war. 1932 traf der nochmals modifizierte BMW von Kohlrausch zunehmend auf die übermächtig werdende Konkurrenz von Austin und MG, die mit aufgeladenen Motoren antraten; 1933 stellte BMW die Unterstützung ein, Kohlrausch wechselte im gleichen Jahr zu Austin und setzte 1934 seine erfolgreiche Karriere auf MG fort.
Wegen des Zweiten Weltkrieges musste Kohlrausch seine Rennfahrerlaufbahn unterbrechen. Nach dem Krieg setzte er seine Karriere als Privatfahrer bis zu seinem Tod 1953 fort.